# Ramón Lista
Ramón Lista (Buenos Aires, 13 settembre 1856 – Orán, 23 novembre 1897) è stato un militare ed esploratore argentino, secondo governatore del Territorio di Santa Cruz. Fu tra i responsabili del genocidio degli indios Selknam nell'Isola Grande della Terra del Fuoco, nel 1886.